# Markéta Dočekalová
Markéta Dočekalová (* 4. března 1969, Praha) je česká televizní scenáristka, autorka knih a pedagožka tvůrčího psaní. Byla také zástupkyní šéfredaktora v redakci magazínu Top Class a ředitelkou divize televizní tvorby v producentské společnosti Media Pro Pictures, kde zodpovídala za realizaci televizních projektů v oblasti televizní dramatické tvorby a vývoje nových formátů. V posledních letech vyučuje na Vyšší odborné škole publicistiky a na FAMU vede vlastní kurzy tvůrčího psaní. Věnuje se také psaní učebnic a literární tvorbě.

## Život a dílo
Vystudovala Fakultu sociálních věd Univerzity Karlovy v Praze (katedru žurnalistiky); promovala v oboru rozhlasové publicistiky. Od roku 1983 publikovala v mnoha českých časopisech. Od roku 1984 působila také jako spolupracovnice Českého veřejnoprávního rozhlasu, připravila a odvysílala mnoho zábavných i publicistických pořadů. Je členkou Syndikátu novinářů České republiky a členkou Americké asociace scenáristů.
V roce 1990 odjela na diplomovou stáž do Nizozemí a po obhájení diplomové práce se do Nizozemí vrátila a využila nabídky studijního pobytu v nizozemských televizních stanicích. Jako stážistka zde působila až do roku 1994. Po návratu do České republiky stála při vzniku několika českých časopisů a vydala průvodce po Nizozemí. Od roku 1996 byla scenáristkou televize Prima a podílela se na vzniku živě vysílané talk-show. Od září 1997 do roku 2006 působila také jako scenáristka v televizi Nova.
Prozatím napsala a realizovala scénáře k téměř patnácti stům televizních zábavných pořadů. Na obrazovku uvedla také několik nových pořadů jako autorka námětu. Mezi pořady, na kterých se autorsky podílela, patří například: pořad Párty (TV Prima), Rande (TV Nova), Když se řekne profese (ČT 1), Dobré bydlo (TV Nova), Vabank (TV Nova), Minishow (TV Prima), Caruso Show (TV Prima). Pohádková půda (ČT 1), Svatba roku (TV Prima), Slavní slavným (ČT 1). Je také autorkou mnoha námětů nejrůznějších zábavných pořadů a veřejných pódiových akcí, her a soutěží. Patřila k zakládajícím členům týmu, který uvedl na obrazovku TV Nova televizní seriál Ulice; nejprve u projektu působila jako řadový scenárista, posléze jako dramaturg a nakonec jako vedoucí skupiny scenáristů (editor dialogů). Podílela se na vzniku prvních 700 dílů tohoto seriálu.
Od roku 2001 se také věnuje přednáškové a školicí činnosti a to jak doma, tak v zahraničí. Vyučuje tvůrčí psaní, publicistiku, scenáristiku a rozhlasovou žurnalistiku na Vyšší odborné škole publicistiky. Stála zde za zrodem studentského Rádia VYŠŠÍ HLAS. Přednáší také na pražské FAMU v sekci pro zahraniční studenty.
Předsedala několika literárním soutěžím, například Ceně Ivony Březinové či literárně výtvarné soutěži pořádané Národním divadlem Od kamene ke zlatu, od divadla ke státu aneb Tři osmičková výročí. V minulosti byla opakovaně několik let členem poroty Slovenské národní literární ceny.

## Publikace
V roce 1999 vydala soubor fejetonů a povídek pod názvem Jak Slávek randil s Markétou aneb byli jsme u toho a v roce 2004 jako spoluautorka rovněž encyklopedickou publikaci Fit maminka (vydavatelství Bertelsmann). V roce 2006 vydala publikaci Tvůrčí psaní pro každého (nakl. Grada), koncem roku 2008 pak druhý díl s názvem Tvůrčí psaní pro každého 2 (rovněž nakl. Grada), v roce 2009 vyšel třetí díl (první dva díly pak Dočekalová doplnila a přepracovala a v roce 2016 vydala ve vlastním nakladatelství MÁM TALENT). V roce 2008 vyšla její povídka „Lampička“ ve sbírce O čem ženy píší (IFP Publishing & Engineering). V květnu 2011 vyšel její první román Něco za něco (Grada) a o rok později, v květnu 2012, vyšel její druhý román nazvaný Rychle a bezbolestně (Grada).